# Blossia pallideflava
Blossia pallideflava är en spindeldjursart som först beskrevs av Lawrence 1972.  Blossia pallideflava ingår i släktet Blossia och familjen Daesiidae. Inga underarter finns listade.